# 1969-es Eurovíziós Dalfesztivál
Az 1969-es Eurovíziós Dalfesztivál volt a tizennegyedik Eurovíziós Dalfesztivál, melynek Spanyolország fővárosa, Madrid adott otthont. A helyszín a madridi Teatro Real volt.

## A résztvevők
Először fordult elő, hogy egy ország politikai okok miatt maradt távol: Ausztria Spanyolország diktátora, Francisco Franco elleni tüntetésként nem indult el a versenyen, így tizenhat dal versenyzett ebben az évben.
A Monacót képviselő Jean Jacques, mindössze 12 éves volt, így ő a verseny történetének egyik legfiatalabb résztvevője.
Másodszor vett részt a versenyen a portugál Simone de Oliveira, a Luxemburgot képviselő Romuald Figuier (bár 1964-ben Monacót képviselte), és az 1960-ban Svédországot képviselő Siw Malmkvist (aki ebben az évben a német színeket képviselte), míg a norvég Kirsti Sparboe már harmadszor vett részt.
Liechtenstein is csatlakozni akart a versenyhez, de ez nem volt megoldható, mivel az ország nem volt az EBU tagja, és nem rendelkezett saját műsorsugárzóval sem. Emellett érvényben volt a nyelvhasználatot korlátozó szabály, ami szerint a liechtensteini dalnak német nyelvűnek kellett volna lennie. Vetty "Un beau matin" című dala pedig francia nyelvű volt.

## A verseny
A szürrealista spanyol művészt, Salvador Dalít felkérték, hogy vegyen részt a verseny színpadra vitelében. A Dalí által készített látványos fémszobor a színpad közepén kapott helyet.
Helyszíni riportok szerint a fiatal műsorvezetőnő, Laurita Valenzuela a verseny kezdete előtt megkérdezte az EBU jelenlévő felügyelőjét, Clifford Brownt, hogy mi a teendő, ha döntetlen az eredmény. Brown megnyugtatta, hogy erre még sosem került sor, és nem is fog. Miután a verseny négyes holtversennyel zárult, Valenzuela élcelődve kérdezte Brownt, hogy ilyenkor ki is pontosan a győztes.
A versenyt Chilében, Brazíliában, Csehszlovákiában, a Szovjetunióban és Magyarországon is közvetítették, annak ellenére, hogy ezek az országok nem vettek részt. A műsorvezetőnő rájuk is gondolt nyitó beszédében, és "Jó estét!" felkiáltással a magyar nézőket is köszöntötte.

## A szavazás
A szavazás ugyanúgy zajlott, mint az előző években: a részt vevő országok 10-10 zsűritaggal rendelkeztek, akik 1 pontot adtak az általuk legjobbnak ítélt dalnak. A szavazás a fellépési sorrendnek megfelelően zajlott: Jugoszlávia volt az első szavazó, és Finnország az utolsó.
A szavazás során összesen öt ország váltotta egymást az élen: az első zsűri pontjai után még Németország állt az élre, ám az Egyesült Királyság rögtön átvette a vezetést. Ezután a brit, a francia és a spanyol dal felváltva állt az élre. Hollandia csak a tizennegyedikként szavazó francia zsűritől kapott hat pontnak köszönhetően csatlakozott az élbolyhoz. Az utolsó előtti zsűri pontjai után három ország holtversenyben állt az élen, majd a finn zsűritől kapott egy pontnak köszönhetően csatlakozott hozzájuk a brit dal is, így végül négyes holtversennyel ért véget a pontosztás. Franciaország, Hollandia, az Egyesült Királyság és a házigazda Spanyolország egyaránt tizennyolc ponttal állt az élen. Mivel a szabályok nem tértek ki arra, hogy mi a teendő döntetlen esetén, mind a négy országot győztesként hirdették ki. Ha a döntetlenre vonatkozó – később bevezetésre kerülő – szabály érvényben lett volna, akkor Franciaország nyert volna.
A négy ország mindegyike már korábban is nyert. Franciaország lett az első ország, amely négyszer is megnyerte a versenyt, Hollandia harmadszor győzött, az Egyesült Királyság és Spanyolország másodszor. Spanyolország lett az első ország, mely egymást követő két évben tudott diadalmaskodni.
Érdekesség, hogy az EBU 2012. április 1-jén, tréfaként egy cikket tett közzé a hivatalos oldalán, miszerint kiválasztják, ki a valódi győztes.
Probléma adódott abból, hogy a győzteseknek szánt érmekből nem volt elég a helyszínen. Szerencsére pont négy volt, így legalább az énekesek kaptak. A dalszerzőknek és szövegíróknak később küldték el a plaketteket.
Az eredménnyel sok ország elégedetlen volt, emiatt a következő, 1970-es versenytől többen visszaléptek, és a szavazási rendszer megváltoztatását szorgalmazták.

## Eredmények
| #  | Ország             | Nyelv          | Előadó             | Dal                              | Magyar fordítás                     | Helyezés | Pontszám |
| -- | ------------------ | -------------- | ------------------ | -------------------------------- | ----------------------------------- | -------- | -------- |
| 01 | Jugoszlávia        | szerbhorvát[a] | Ivan & 3M          | Pozdrav svijetu                  | Üdvözlet a világnak                 | 13.      | 5        |
| 02 | Luxemburg          | francia        | Romuald            | Catherine                        | Katarina                            | 11.      | 7        |
| 03 | Spanyolország      | spanyol        | Salomé             | Vivo cantando                    | Az éneklésnek élek                  | 1.       | 18       |
| 04 | Monaco             | francia        | Jean Jacques       | Maman, Maman                     | Anya, anya                          | 6.       | 11       |
| 05 | Írország           | angol          | Muriel Day         | The Wages of Love                | A szerelem ára                      | 7.       | 10       |
| 06 | Olaszország        | olasz          | Iva Zanicchi       | Due grosse lacrime bianche       | Két nagy fehér könny                | 13.      | 5        |
| 07 | Egyesült Királyság | angol          | Lulu               | Boom Bang-a-Bang                 | Bumm beng beng                      | 1.       | 18       |
| 08 | Hollandia          | holland        | Lenny Kuhr         | De troubadour                    | A trubadúr                          | 1.       | 18       |
| 09 | Svédország         | svéd           | Tommy Körberg      | Judy, min vän                    | Barátom, Judy                       | 9.       | 8        |
| 10 | Belgium            | holland        | Louis Neefs        | Jennifer Jennings                | —                                   | 7.       | 10       |
| 11 | Svájc              | német[b]       | Paola del Medico   | Bonjour, Bonjour                 | Jó napot, jó napot                  | 5.       | 13       |
| 12 | Norvégia           | norvég         | Kirsti Sparboe     | Oj, oj, oj, så glad jeg skal bli | Jaj, jaj, jaj, milyen boldog leszek | 16.      | 1        |
| 13 | Németország        | német          | Siw Malmkvist      | Primaballerina                   | Balett-táncos                       | 9.       | 8        |
| 14 | Franciaország      | francia        | Frida Boccara      | Un jour, un enfant               | Egy nap, egy gyermek                | 1.       | 18       |
| 15 | Portugália         | portugál       | Simone de Oliveira | Desfolhada portuguesa            | Portugál kukoricafosztás            | 15.      | 4        |
| 16 | Finnország         | finn           | Jarkko & Laura     | Kuin silloin ennen               | Úgy, mint akkor                     | 12.      | 6        |

1.↑ a: A dal tartalmazott egy-egy kifejezést spanyol, német, francia, angol, holland, olasz, orosz, illetve finn nyelven is.
2.↑ b: A dal tartalmazott egy-egy kifejezést francia nyelven is.

## Térkép

Részt vevő országok
Országok, melyek korábban részt vettek, de ebben az évben nem

## Ponttáblázat
|                    | Zsűrik      | Zsűrik    | Zsűrik        | Zsűrik | Zsűrik   | Zsűrik      | Zsűrik             | Zsűrik    | Zsűrik     | Zsűrik  | Zsűrik | Zsűrik   | Zsűrik      | Zsűrik        | Zsűrik     | Zsűrik     | Zsűrik |
| Össz               | Jugoszlávia | Luxemburg | Spanyolország | Monaco | Írország | Olaszország | Egyesült Királyság | Hollandia | Svédország | Belgium | Svájc  | Norvégia | Németország | Franciaország | Portugália | Finnország |        |
| ------------------ | ----------- | --------- | ------------- | ------ | -------- | ----------- | ------------------ | --------- | ---------- | ------- | ------ | -------- | ----------- | ------------- | ---------- | ---------- | ------ |
| Jugoszlávia        | 5           |           |               | 1      |          |             |                    |           |            |         | 1      |          |             |               |            | 3          |        |
| Luxemburg          | 7           | 1         |               |        | 3        |             |                    |           | 1          |         | 1      |          |             | 1             |            |            |        |
| Spanyolország      | 18          | 1         | 2             |        | 3        | 1           |                    |           |            |         | 3      |          | 1           | 3             | 2          | 2          |        |
| Monaco             | 11          |           |               | 2      |          |             | 4                  |           | 2          | 2       | 1      |          |             |               |            |            |        |
| Írország           | 10          |           |               |        |          |             |                    | 1         | 1          | 1       |        | 3        |             | 1             |            |            | 3      |
| Olaszország        | 5           | 1         |               |        | 1        | 1           |                    |           |            |         |        |          |             |               |            | 1          | 1      |
| Egyesült Királyság | 18          | 2         | 4             |        |          |             | 3                  |           | 1          | 5       |        |          |             | 1             |            | 1          | 1      |
| Hollandia          | 18          |           | 2             |        | 1        |             | 3                  |           |            |         | 1      | 4        | 1           |               | 6          |            |        |
| Svédország         | 8           |           |               |        |          |             |                    |           | 1          |         |        |          | 3           |               |            | 1          | 3      |
| Belgium            | 10          |           |               | 2      |          |             |                    | 3         | 1          |         |        | 2        | 2           |               |            |            |        |
| Svájc              | 13          | 2         |               |        |          | 3           |                    | 2         |            |         | 1      |          | 1           | 2             |            |            | 2      |
| Norvégia           | 1           |           |               |        |          |             |                    |           |            | 1       |        |          |             |               |            |            |        |
| Németország        | 8           | 3         |               | 2      |          |             |                    |           |            |         | 1      |          | 1           |               | 1          |            |        |
| Franciaország      | 18          |           | 1             |        | 2        | 4           |                    | 4         | 2          | 1       |        | 1        |             | 1             |            | 2          |        |
| Portugália         | 4           |           |               | 2      |          |             |                    |           |            |         | 1      |          |             |               | 1          |            |        |
| Finnország         | 6           |           | 1             | 1      |          | 1           |                    |           | 1          |         |        |          | 1           | 1             |            |            |        |

## Visszatérő előadók
| Előadó             | Ország      | Előző év(ek)                |
| ------------------ | ----------- | --------------------------- |
| Romuald Figuier    | Luxemburg   | 1964 (Monaco színeiben)     |
| Louis Neefs        | Belgium     | 1967                        |
| Kirsti Sparboe     | Norvégia    | 1965, 1967                  |
| Siw Malmkvist      | Németország | 1960 (Svédország színeiben) |
| Simone de Oliveira | Portugália  | 1965                        |